# Perseidák

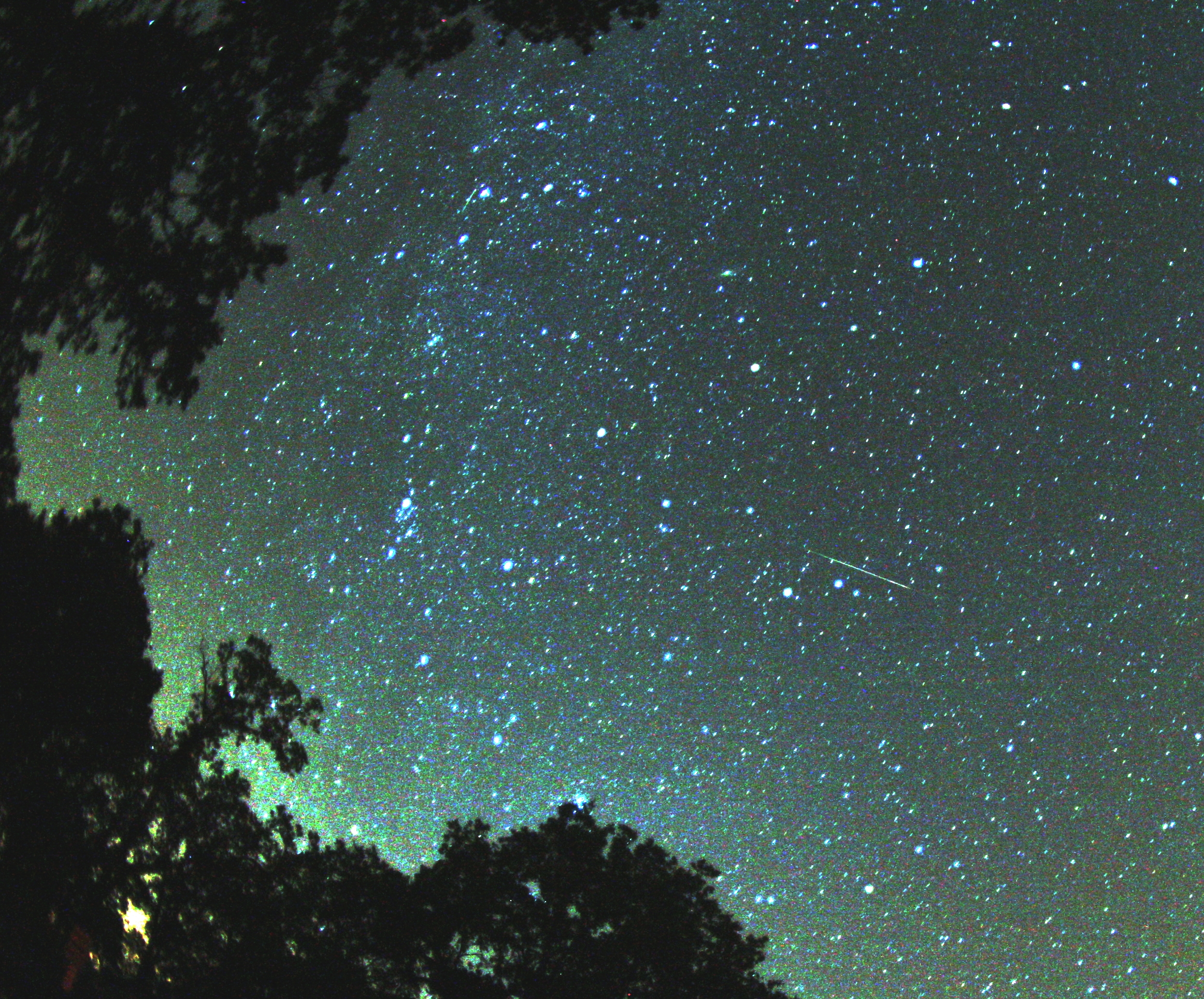
Egy Perseida nyoma a Tejút előtt

A Perseidák az egyik legismertebb, fényes meteorokat és sűrű hullást produkáló meteorraj. A hullócsillagokat Szent Lőrinc könnyeinek is nevezik. Az első megfigyelések a Perseidákról kínai csillagászoknak köszönhetően Kr. u. 36-ból származnak. Japán, kínai, koreai megfigyelések már a 8. és 9. században is előfordultak, később azonban a 12. század körül már csak szórványosan említik őket. Újkori újrafelfedezésük Adolphe Quetelet-nek köszönhető, aki 1835-ben Brüsszelben írta le először, hogy az augusztusban előforduló meteorok a Perseus csillagkép irányából sugárzódnak szét. A Perseidák elnevezés is innen eredeztethető.
A Perseidák szülőégitestje a 130 éves keringési idejű 109P/Swift-Tuttle üstökös, ennek a bizonyításául Giovanni Schiaparelli számításai szolgáltak alapul.
Radiánsa a Perseus csillagkép területén van (innen kapta nevét), maximuma általában augusztus 12-re vagy augusztus 13-ra esik, függően a naptárszámítástól. A köztudatban emiatt augusztust a hullócsillagok hónapjának is nevezik. A raj sok apró porszemcséből áll, melyek a földi légkörben nagy sebességük következtében felhevülnek és elégnek, a földfelszínt nem érik el. Megfigyelésükre legalkalmasabb az éjféltől hajnalig terjedő időszak, ilyenkor láthatók legnagyobb számban.
Amikor a Perseus csillagkép alacsonyan van a látóhatáron, a meteorok száma kisebb, de azok hosszabb utat tesznek meg a légkörben. Nyomuk gyakran többszínű, vékony csík. Ezek megfigyelésére a 21-23 óra közötti időszak alkalmas.

## Külső hivatkozások
- Perseida meteorraj követése az interneten a Galileo Webcast segítségével.
- The 2009 Perseid Meteor Shower
- Horse Flies and Meteors Archiválva 2012. december 12-i dátummal az Archive.is-en